# Tonjäger
Als Tonjäger (engl. sound hunters) wurden vor allem im 20. Jahrhundert Tonamateure bezeichnet, die sich kreativ oder als Hobby mit der Tonaufnahme mit Tonbandgeräten beschäftigen. Heute ist überwiegend von Field Recording die Rede.

## Geschichte
1925 wurde die erste offizielle Radiosendung ausgestrahlt. Angeregt und unterstützt durch diese Entwicklung, beschäftigten sich schon sehr früh Amateure mit der Tonaufnahme. Anfänglich wurden die Aufnahmen mit Plattenschneidgeräten realisiert, dann mit Stahldrahtmaschinen und ab 1953 mit Tonbandgeräten verwirklicht. Es folgten 1963 die Compact Cassette, 1992 die MiniDisc, Ende der 1980er Jahre das Digital Audio Tape und seit der Jahrtausendwende die digitalen Flash-Recorder.
Im Jahre 1948 strahlte das französische Radio die erste Sendung für Tonamateure aus. Durch die Erfindung des Magnetbandes wurde der Grundstein für die Tonaufnahme als Hobby gelegt. 1950 veranstaltete das französische Radio auf Initiative von Jean Thévenot einen Wettbewerb für Amateuraufnahmen, an dem auch Tonjäger aus der Schweiz teilnahmen. 1951 war es die Schweiz mit René Monnat, die den 2. Wettbewerb für schweizerische und französische Amateure organisierte.
1952 wurde mit Teilnehmern aus mehreren Ländern der 1. Internationale Wettbewerb der besten Tonaufnahme (IWT) in Lausanne ausgetragen. Gewinner des Grossen Preises war der Student Stefan Kudelski, der mit einem selbstgebauten Gerät mit Federwerk den Wettbewerb bestritt. Die Weiterentwicklung dieses Gerätes erhielt später den Namen NAGRA und der damalige Student war der Gründer der heutigen Kudelski Group. In der Folge entstanden in vielen Ländern lokale Klubs für Tonbandamateure, die sich „Tonjäger“ nannten. Sie schlossen sich in nationalen Verbänden zusammen, um dann am 21. Oktober 1956 in Paris die Internationale Tonjäger-Föderation (Fédération Internationale des Chasseurs de Sons, kurz FICS) zu gründen, die bis 2016 bestand. Gründungsmitglieder waren unter anderem die Radiomitarbeiter Jean Thévenot aus Frankreich (1916–1983) und Fredy Weber aus der Schweiz (1926–1996), die die Tonjägerbewegung von Beginn an betreuten und förderten.

## Betätigungsfeld
Das Betätigungsfeld umfasst vor allem folgende Gebiete:
- Geräusche der Natur (siehe Field Recordings, Soundscapes)
- Musikaufnahmen aller Art
- Hörspiele, Sketches
- Reportagen, Features und Interviews
- Experimentelle Aufnahmen
- Vertonungen von Film und Multimedia